# Alexej Drozdov
Alexej Vasiljevič Drozdov (rusky Алексей Васильевич Дроздов, * 3. prosince 1983, Brjansk) je ruský atlet, desetibojař.

## Kariéra
V roce 2005 vybojoval na evropském šampionátu do 23 let v německém Erfurtě zlatou medaili. Na Mistrovství Evropy v atletice 2006 v Göteborgu získal bronzovou medaili. O rok později skončil na mistrovství světa v Ósace těsně pod stupni vítězů, na čtvrtém místě. K medaili mu nepomohl ani nový osobní rekord, jehož hodnota je 8 475 bodů. Bronz získal Kazach Dmitrij Karpov, který nasbíral o 111 bodů více.
V roce 2008 reprezentoval na letních olympijských hrách v Pekingu, kde dokončil desetiboj na dvanáctém místě s počtem 8 154 bodů. K lepšímu umístění mu nepomohlo ani druhé místo v osmé disciplíně, skoku o tyči, kde překonal 510 cm, za což získal 941 bodů.
Na halovém ME 2009 v Turíně dokončil sedmiboj na čtvrtém místě, když celkově získal 6 101 bodů. Bronzovou medaili zde vybojoval český vícebojař Roman Šebrle, který měl o 41 bodů více.
V roce 2010 si vytvořil osobní rekord s hodnotou 6300 bodů v halovém sedmiboji a později získal bronzovou medaili na halovém MS v katarském Dauhá (6 141 bodů), kde byli lepší jen Američané Trey Hardee (stříbro) a Bryan Clay (zlato).